# Yasushi Yoshida
Yasushi Yoshida (吉田 靖 Yoshida Yasushi?, nacido el 9 de agosto de 1960 en Tokio) es un exfutbolista japonés que se desempeñaba como delantero y entrenador.

## Clubes

### Como futbolista
| Club              | País  | Año         |
| ----------------- | ----- | ----------- |
| Mitsubishi Motors | Japón | 1983 - 1992 |

### Como entrenador
| Club              | País  | Año         |
| ----------------- | ----- | ----------- |
| Urawa Reds        | Japón | 1999        |
| Roasso Kumamoto   | Japón | 2013        |
| Urawa Reds Ladies | Japón | 2013 - 2016 |